# Sporter van het jaar (Tsjechië)
De titel Tsjechisch sporter van het jaar wordt aan het einde van ieder jaar toegekend aan de beste Tsjechische sporter van dat jaar door de Vereniging van Tsjechische Sportjournalisten.

## Overzicht van de winnaars
| Jaar | Winnares                    | Discipline               |
| ---- | --------------------------- | ------------------------ |
| 1959 | Vladimír Jirásek            | Kanoslalom               |
| 1960 | Eva Bosáková                | Turnen                   |
| 1961 | Josef Mikoláš               | IJshockey                |
| 1962 | Eva en Pavel Romanovi       | Kunstschaatsen           |
| 1963 | Václav Kozák                | Roeien                   |
| 1964 | Věra Čáslavská              | Turnen                   |
| 1965 | Ludvík Daněk                | Discuswerpen             |
| 1966 | Věra Čáslavská              | Turnen                   |
| 1967 | Věra Čáslavská              | Turnen                   |
| 1968 | Věra Čáslavská              | Turnen                   |
| 1969 | Miloslava Rezková           | Hoogspringen             |
| 1970 | Ladislav Rygl               | Noordse combinatie       |
| 1971 | Ondrej Nepela               | Kunstschaatsen           |
| 1972 | Ludvík Daněk                | Discuswerpen             |
| 1973 | Jan Kodeš                   | Tennis                   |
| 1974 | Vítězslav Mácha             | Grieks-Romeins worstelen |
| 1975 | Karel Kodejška              | Schansspringen           |
| 1976 | Anton Tkáč                  | Baanwielrennen           |
| 1977 | Vítězslav Mácha             | Grieks-Romeins worstelen |
| 1978 | Anton Tkáč                  | Baanwielrennen           |
| 1979 | Jan en Jindřich Pospíšilové | Cyclobal                 |
| 1980 | Ota Zaremba                 | Gewichtheffen            |
| 1981 | Jarmila Kratochvílová       | Hardlopen                |
| 1982 | Imrich Bugár                | Discuswerpen             |
| 1983 | Jarmila Kratochvílová       | Hardlopen                |
| 1984 | Květa Jeriová               | Langlaufen               |
| 1985 | Petr Jirmus                 | Kunstvliegen             |
| 1986 | Jozef Pribilinec            | Snelwandelen             |
| 1987 | Jiří Parma                  | Schansspringen           |
| 1988 | Jozef Pribilinec            | Snelwandelen             |
| 1989 | Attila Szabó                | Kanovaren                |
| 1990 | Jozef Lohyňa                | Vrije stijl worstelen    |
| 1991 | Radomír Šimůnek             | Veldrijden               |
| 1992 | Robert Změlík               | Tienkamp                 |
| 1993 | Jan Železný                 | Speerwerpen              |
| 1994 | Dominik Hašek               | IJshockey                |
| 1995 | Jan Železný                 | Speerwerpen              |
| 1996 | Martin Doktor               | Kanovaren                |
| 1997 | Tomáš Dvořák                | Tienkamp                 |
| 1998 | Dominik Hašek               | IJshockey                |
| 1999 | Tomáš Dvořák                | Tienkamp                 |
| 2000 | Jan Železný                 | Speerwerpen              |
| 2001 | Jan Železný                 | Speerwerpen              |
| 2002 | Aleš Valenta                | Freestyleskiën           |
| 2003 | Pavel Nedvěd                | Voetbal                  |
| 2004 | Roman Šebrle                | Tienkamp                 |
| 2005 | Jaromír Jágr                | IJshockey                |
| 2006 | Kateřina Neumannová         | Skiën                    |
| 2007 | Martina Sáblíková           | Langebaanschaatsen       |
| 2008 | Barbora Špotáková           | Speerwerpen              |
| 2009 | Martina Sáblíková           | Langebaanschaatsen       |
| 2010 | Martina Sáblíková           | Langebaanschaatsen       |
| 2011 | Petra Kvitová               | Tennis                   |
| 2012 | Barbora Špotáková           | Speerwerpen              |
| 2013 | Zuzana Hejnová              | 400 meter horden         |
| 2014 | Petra Kvitová               | Tennis                   |
| 2015 | Zuzana Hejnová              | 400 meter horden         |
| 2016 | Lukáš Krpálek               | Judo                     |
| 2017 | Gabriela Koukalová          | Biatlon                  |
| 2018 | Ester Ledecká               | Snowboarden, alpineskiën |
| 2019 | Lukáš Krpálek               | Judo                     |